# 爆裂バラエティー シャバダバの空に
『爆裂バラエティー シャバダバの空に』（ばくれつバラエティー シャバダバのそらに）は、2011年4月18日から2013年3月25日まで関西テレビの深夜番組放送枠『ヨルパチーノ』で放送されていたバラエティ番組である。放送時間は毎週月曜 24:35 - 25:30 （日本標準時）。
2020年8月1日より、Amazonプライム・ビデオおよび大阪チャンネルでリバイバル配信が開始された。

## 概要
野性爆弾、トータルテンボス、笑い飯、千鳥の4組8人によるロケ番組。
千鳥ノブを除く7人が「テレビの決まりごとを何度も破ったために檻に閉じ込められてしまった囚人」、千鳥ノブが彼らを見守る看守（番組のMCを兼ねる）という設定で、毎週月曜日だけ青空の下へ飛びだし、シャバで自由を謳歌するという名目で様々な企画を行った。収録は関西テレビ社内で行われることが多く、ロケ企画であってもかなり近場（扇町公園など）で行われていたため、深夜番組ならではの低予算ぶりを遺憾なく発揮していた。
コンビごとに色違いの横縞ボーダーの囚人服（野性爆弾は赤、トータルテンボスは緑、笑い飯は青、千鳥大悟は黄）を着用し、裾丈が短くなるなどのマイナーチェンジを繰り返していた。
サブタイトルは「○○をするんじゃい」がテンプレートになっていた。

## 出演者

### MC（警察官）
- ノブ（千鳥）

### レギュラー（囚人）
- 野性爆弾〈くっきー!・ロッシー〉
- トータルテンボス〈大村朋宏・藤田憲右〉
- 笑い飯〈哲夫・西田幸治〉
- 大悟（千鳥）

### 準レギュラー
- ダイアン〈ユースケ・津田篤宏〉 - 第16回より頻繁に登場しているが、第43回の放送においてついにノブが「準レギュラー」と発言した。

### ナレーター
- 橋本のりこ

## 放送リスト
| 第01回 | 2011年4月18日  | 初回は視聴率が欲しいんじゃい! 目指せ“あるある”100%! | |
| 第02回 |                | | |
| 第03回 |                | みんなで懐かしの遊びをするんじゃい! | |
| 第04回 |                | クサい奴らが銭湯に行くんじゃい!! | |
| 第05回 | 2011年5月16日  | | |
| 第06回 | 2011年5月23日  | | 坂田利夫 |
| 第07回 | 2011年5月30日  | | |
| 第08回 | 2011年6月6日   | | 円広志 |
| 第09回 | 2011年6月13日  | | |
| 第10回 | 2011年6月20日  | | |
| 第11回 | 2011年6月27日  | | |
| 第12回 | 2011年7月4日   | くんずほぐれつ!? セクシー女優と遊ぶんじゃい! | Rio |
| 第13回 | 2011年7月11日  | シャバダバ陸上2011 運動神経王を決めるんじゃい! | 中條健一 |
| 第14回 | 2011年7月18日  | 芸人の店を盛り上げるんじゃい! | てつじ（シャンプーハット） 月亭八光 土肥ポン太                                                                   |
| 第15回 | 2011年7月25日  | | たむらけんじ 青島あきな 岩橋良昌（プラスマイナス） ぼんちおさむ（ザ・ぼんち）                                    |
| 第16回 | 2011年8月1日   | 根性を叩き直すんじゃい! | ダイアン |
| 第17回 | 2011年8月8日   | | |
| 第18回 | 2011年8月15日  | 楽しい夏の想い出を作るんじゃい! | |
| 第19回 | 2011年8月22日  | 楽しい夏の想い出を作るんじゃい! | |
| 第20回 | 2011年8月29日  | | 木村明浩（バッファロー吾郎） 水田信二（和牛）                                                                    |
| 第21回 | 2011年9月5日   | | ダイアン |
| 第22回 | 2011年9月12日  | 隠れおバカ芸人⁉︎大悟をいじるんじゃい! | |
| 第23回 | 2011年9月19日  | | 高橋みゆき 藤田紀子                                                                                              |
| 第24回 | 2011年9月26日  | | |
| 第25回 | 2011年10月3日  | | 池山心（しましまんず） 長谷川宏（ティーアップ） 大村敏和＆大村ミルナ・ボンドック （トータル大村の両親） 竹原慎二 |
| 第26回 | 2011年10月10日 | 芸人はカラダが資本!健康診断するんじゃい! | |
| 第27回 | 2011年10月17日 | | 安田善紀（りあるキッズ）                                                                                         |
| 第28回 | 2011年10月24日 | | |
| 第29回 | 2011年10月31日 | | |
| 第30回 | 2011年11月7日  | | ダイアン |
| 第31回 | 2011年11月14日 | 高田紗千子（梅小鉢） ちゃらんぽらん冨好 ダイアン ビタミンS 浜本広晃（テンダラー） コージー冨田 FUGA（メイドパーキング） カバと爆ノ介 アイロンヘッド 渡邊孝平（クロスバー直撃） | |
| 第32回 | 2011年11月21日 | | ダイアン |
| 第33回 | 2011年11月28日 | | プラスマイナス さるつかい 守谷日和 尼神インター インディアンス ダブルアート                                      |
| 第34回 | 2011年12月5日  | | ちゃらんぽらん冨好                                                                                               |
| 第35回 | 2011年12月12日 | | おしどり 志賀勝                                                                                                  |
| 第36回 | 2011年12月19日 | レギュラー入れ替え戦 芸人軍団と対決じゃい! | 小籔千豊 モンスターエンジン かまいたち ダイアン                                                                  |
| 第37回 | 2011年12月26日 | レギュラー入れ替え戦 芸人軍団と対決じゃい! | 小籔千豊 モンスターエンジン かまいたち ダイアン                                                                  |

| 第38回 |                                         |                                                                                         |                                                                                |
| 第39回 |                                         |                                                                                         |                                                                                |
| 第40回 |                                         |                                                                                         |                                                                                |
| 第41回 |                                         |                                                                                         |                                                                                |
| 第42回 |                                         |                                                                                         |                                                                                |
| 第43回 |                                         |                                                                                         |                                                                                |
| 第44回 |                                         |                                                                                         |                                                                                |
| 第45回 |                                         |                                                                                         |                                                                                |
| 第46回 | 2012年2月27日                           |                                                                                         | ダイアン                                                                       |
| 第47回 | 2012年3月12日                           |                                                                                         | 今別府直之 ネゴシックス ウェイン・マーシャル                                   |
| 第48回 | 2012年3月19日                           |                                                                                         | ダイアン                                                                       |
| 第49回 | 2012年3月26日                           | 獣神サンダー・ライガー リベンジオーディションじゃい!                                    | 獣神サンダー・ライガー                                                         |
| 第50回 | 2012年4月2日                            | 番組レギュラーを賭けて芸人軍団と対決じゃい!                                             | 博多華丸・大吉 なかやまきんに君 天竺鼠 ダイアン                                |
| 第51回 | 2012年4月9日                            | 番組レギュラーを賭けて芸人軍団と対決じゃい!                                             | 博多華丸・大吉 なかやまきんに君 天竺鼠 ダイアン                                |
| 第52回 | 2012年4月16日                           |                                                                                         | 桂三度                                                                         |
| 第53回 | 2012年4月23日                           | シャバダバダイエットクラブじゃい!                                                       | 竹原慎二                                                                       |
| 第54回 | 2012年4月30日                           |                                                                                         | 品川庄司 はんにゃ パンクブーブー ゴリ（ガレッジセール）                        |
| 第55回 | 2012年5月7日                            |                                                                                         | 大山加奈 大山未希 おにぎり（ニューロマンス）                                   |
| 第56回 | 2012年5月14日                           | 売れてるタレントを懲らしめるんじゃい!                                                   | 吉木りさ 大島麻衣                                                              |
| 第57回 | 2012年5月21日                           | 己をどれだけしっとるんじゃい!ズレた芸人決定戦                                           | ダイアン 浜本広晃（テンダラー）                                                |
| 第58回 | 2012年5月28日                           |                                                                                         | バッファロー吾郎A（バッファロー吾郎）                                          |
| 第59回 | 2012年6月4日                            | 名推理で犯人逮捕じゃい!〜ダイアン津田 殺人事件〜                                        | ダイアン                                                                       |
| 第60回 | 2012年6月11日                           | 番組レギュラーを賭けて今田軍団と対決じゃい!                                             | 今田耕司 ロバート オモロー山下 伊藤修子 ダイアン                               |
| 第61回 | 2012年6月18日                           | 番組レギュラーを賭けて今田軍団と対決じゃい!                                             | 今田耕司 ロバート オモロー山下 伊藤修子 ダイアン                               |
| 第62回 | 2012年6月25日                           |                                                                                         |                                                                                |
| 第63回 | 2012年7月2日                            | まだまだ売れてるタレントを懲らしめるんじゃい!                                           | 神戸蘭子                                                                       |
| 第64回 | 2012年7月9日                            |                                                                                         |                                                                                |
| 第65回 | 2012年7月16日                           |                                                                                         | 名波浩 吉木りさ                                                                |
| 第66回 | 2012年7月23日                           | 天国と地獄!今年もアウトドアするんじゃい! 今週も夏恒例！人気企画 アウトドアするんじゃい! | 中村静香 島田秀平                                                              |
| 第67回 | 2012年7月30日                           | 天国と地獄!今年もアウトドアするんじゃい! 今週も夏恒例！人気企画 アウトドアするんじゃい! | 中村静香 島田秀平                                                              |
| 第68回 | 2012年8月13日                           |                                                                                         | ダイアン 八木真澄（サバンナ）                                                  |
| 第69回 | 2012年8月20日                           | 磯山さやかを懲らしめるんじゃい!                                                         | 磯山さやか                                                                     |
| 第70回 | 2012年8月27日                           |                                                                                         | 毛利大亮（ギャロップ）                                                         |
| 第71回 | 2012年9月3日                            |                                                                                         | 池谷直樹                                                                       |
| 第72回 | 2012年9月10日                           |                                                                                         |                                                                                |
| 第73回 | 2012年9月17日                           |                                                                                         | 具志堅用高 加藤鷹 ベルナール・アッカ 稲田直樹（アインシュタイン）              |
| 第74回 | 2012年9月24日                           |                                                                                         | 秋山莉奈 西田麻衣 ダイアン つばさ・きよし りあるキッズ ヘッドライト 今別府直之 |
| 第75回 | 2012年10月1日                           |                                                                                         | 谷澤恵里香                                                                     |
| 第76回 | 2012年10月8日                           |                                                                                         | マギー審司                                                                     |
| 第77回 | 2012年10月15日                          |                                                                                         | 手島優                                                                         |
| 第78回 | 2012年10月22日                          | ノブーキーが激写!初めてアルバムを作るんじゃい!                                          |                                                                                |
| 第79回 | 2012年10月29日                          |                                                                                         | 嶋大輔 ダイアン                                                                |
| 第80回 | 2012年11月5日                           |                                                                                         | ミスターマリック ダイアン                                                      |
| 第81回 | 2012年11月12日                          |                                                                                         |                                                                                |
| 第82回 | 2012年11月19日                          |                                                                                         |                                                                                |
| 第83回 | 2012年11月26日                          |                                                                                         | あやまんJAPAN                                                                  |
| 第84回 | ガチンコお笑い道じゃい!〜竹原ふたたび〜 |                                                                                         | 竹原慎二                                                                       |
| 第85回 | 売れっ子 原幹恵を懲らしめるんじゃい!    |                                                                                         | 原幹恵                                                                         |
| 第86回 | 2012年12月17日                          |                                                                                         | 小椋久美子 てつじ（シャンプーハット）                                          |

| 第87回 | 2013年1月14日 |                                              | 河本準一（次長課長） 土肥ポン太 堤下敦（インパルス） 木村卓寛（天津） 村田秀亮（とろサーモン） ダイアン |
| 第88回 | 2013年1月21日 |                                              | 河本準一（次長課長） 土肥ポン太 堤下敦（インパルス） 木村卓寛（天津） 村田秀亮（とろサーモン） ダイアン |
| 第89回 | 2013年1月28日 |                                              | ヤナギブソン（ザ・プラン9）                                                                             |
| 第90回 | 2013年2月4日  | 森脇健児が熱血指導!キックベースするんじゃい! | |
| 第91回 | 2013年2月11日 |                                              | |
| 第92回 | 2013年2月18日 |                                              | |
| 第93回 | 2013年2月25日 |                                              | |
| 第94回 | 2013年3月4日  |                                              | |
| 第95回 | 2013年3月11日 |                                              | |
| 第96回 | 2013年3月18日 |                                              | |
| 第97回 | 2013年3月25日 |                                              | |

## 放送局
| 放送対象地域 | 放送局       | 放送曜日・時間     | 備考     |
| ------------ | ------------ | ------------------ | -------- |
| 近畿広域圏   | 関西テレビ   | 月曜 24:35 - 25:30 | 製作局   |
| 福岡県       | テレビ西日本 | 日曜 24:25 - 25:20 | 13日遅れ |

## スタッフ

### 番組終了時のスタッフ
- 構成：野口勉、岸本尚久、近藤一朗、小松照昌
- タイトル画：川島邦裕
- タイトルCG：渕野由美
- CAM：岸克二、置塩勝也
- 照明：徳田善春
- スタジオ照明：大阪共立
- 音声：藤原尉智
- 編集：岡田秀夫
- MA：坂田常夫
- 効果：篠田竜作
- 美術P・デザイン：岡崎忠司
- 美術制作・進行：西口英希
- 大道具：建部英毅
- 小道具：中森正啓
- 衣裳：田中由紀
- メイク：上根慶子
- 協力：D-REC、インパクト、Walk On
- 技術協力：イングス、一光、テレコープ
- 編成：野村亙
- 宣伝：和田由美
- ディレクター：脇田直樹、津田真吾、宮内宏輔、谷口仁則、杉浦圭太、中畔弘敬、小玉和也、植原脩
- プロデューサー：杉浦史明、加藤麻衣、小林真未子
- 制作協力：吉本興業
- 制作・著作：KTV

### 途中まで参加していたスタッフ
- CAM：青木一弘
- 美術制作・進行：日下部聡
- 小道具：秋丸弘美
- メイク：花岡恵
- 編成：細川陽子
- ディレクター：高橋諒太
- プロデューサー：小川悦司